# Cosme Damián Churruca
Cosme Damián de Churruca y Elorza (Motrico, Guipúzcoa, 27 de septiembre de 1761-Trafalgar, Cádiz, 21 de octubre de 1805) fue un científico, marino y militar español, brigadier de la Real Armada y alcalde de Motrico. Se distinguió en la batalla de Trafalgar al mando del navío de línea San Juan Nepomuceno, a bordo del cual encontró la muerte.

## Vida

### Juventud
Fue el cuarto hijo del matrimonio formado por Francisco de Churruca e Yriondo, alcalde de Motrico, y María Teresa de Elorza e Yturriza, y hermano menor de Julián Baldomero de Churruca, héroe de la Guerra de la Independencia, abogado y filólogo del vascuence. Nació en la casa solariega construida años antes por el almirante Antonio de Gaztañeta, pariente suyo, cuyos recuerdos náuticos despertaron tempranamente la vocación de Cosme por el mar. 

Bandera de la Real Armada, adoptada por Real Decreto de Carlos III, dado en Aranjuez el 28 de mayo de 1785.

Cursó sus primeros estudios en el Seminario Conciliar de Burgos, pensando en un primer momento en ordenarse sacerdote, idea que descartaría por la presencia de un joven oficial de Marina, sobrino del arzobispo de Burgos. Bastó ese contacto para que se despertara en él su pasión por la mar. A continuación ingresó en la Escuela de Vergara, que poco más tarde daría origen al Real Seminario de Vergara y que fue fundado por la Real Sociedad Vascongada de Amigos del País, de la que sería miembro hasta su muerte.
Casó en 1805, meses antes de su muerte, con María Dolores Ruiz de Apodaca, sobrina del conde de Venadito, Juan Ruiz de Apodaca, virrey de la Nueva España y almirante de la Armada española.

### Carrera científica y militar
Concluidos sus estudios, volvió a casa de sus padres en solicitud de su venia para emprender la vida de marino. El 15 de junio de 1776 ingresó en la Academia de Cádiz como guardiamarina, a la temprana edad de quince años, graduándose en la Academia de Ferrol en 1778, donde había adquirido ya fama como astrónomo y estudioso de geografía. Su ascenso a alférez de fragata fue el premio por sus brillantes estudios, sobresaliendo entre todos sus compañeros. 
En el mes de octubre del año 1778 puso el pie por primera vez sobre la cubierta de un navío, el San Vicente, al mando del bailío Francisco Gil de Taboada y Lemos. Esta primera campaña, muy borrascosa, puso en evidencia el arrojo de Churruca frente a los peligros y su aptitud para aminorar los riesgos mediante el estudio de las maniobras. Al ser relevado el general Arce, que estaba al mando de la escuadra, fue sustituido por el teniente general Ponce de León, quien lo escogió como ayudante personal y a sus directas órdenes. Tuvo su primera misión militar en el asedio a la Gran Bretaña por la escuadra combinada franco-española estacionada en Brest. 
Posteriormente estuvo en el asedio de Gibraltar de 1781, pasando el 13 de diciembre de 1781 a bordo de la fragata Santa Bárbara, comandada por Ignacio María de Álava. En este sitio se distinguió del modo más brillante, acudiendo intrépido a apagar el incendio de las baterías flotantes, por el empleo de los británicos de las balas rojas y llevando socorro, con el bote de la fragata, a las tripulaciones de los buques incendiados, entre un diluvio de metralla que despedían las baterías de la plaza y las explosiones no menos peligrosas de las baterías que ardían. 
Al terminar la guerra en 1783, la fragata Santa Bárbara fue enviada a Montevideo. Churruca, guiado por su instinto, vigilaba la derrota al detalle, pudiendo advertir a tiempo un grave error en los cálculos del piloto, por lo que reaccionando a tiempo evitó el naufragio del buque. Cuando la paz firmada en el año de 1783 suspendió la lucha, acudió al estudio que forma al marino. Solicitó y obtuvo el ingreso en la Academia de Ferrol, para cursar estudios de Matemáticas, en 1783. Para poder admitirle, a pesar de no haber vacantes, se le añadió el cargo de ayudante de guardiamarinas. 
Al año siguiente sustituía a los profesores de varias clases y siguiendo en esa vida laboriosa, en 1787 dio el primer ejemplo de un examen público en las aulas de la institución sobre matemáticas, mecánica y astronomía, granjeándose la admiración del numeroso auditorio. 
Habiendo determinado el gobierno que el capitán de navío Antonio de Córdova continuase sus exploraciones del estrecho de Magallanes, en 1788, este pidió a Churruca, ya teniente de navío, que le acompañase, formando la expedición los paquebotes Santa Casilda y Santa Eulalia, quedando Churruca encargado de la parte astronómica y geográfica. 
Junto con su compañero de armas y estudios Ciriaco Cevallos hizo un trabajo completo de reconocimiento del estrecho en dirección al océano Pacífico, descubriendo una ruta alternativa al estrecho, así como una ensenada que lleva su nombre. Escribió un importantísimo trabajo sobre el viaje y paso del estrecho titulado Apéndice al Primer Viaje de Magallanes, dado a la luz en Madrid en 1795. Grandes fueron los peligros, incesantes las penalidades de aquellas investigaciones, en mares en que reina casi de continuo el vendaval. Estas penalidades acabaron con su salud, y cayó gravemente enfermo, sintiendo amagos de escorbuto, que por fortuna no fueron a más. 

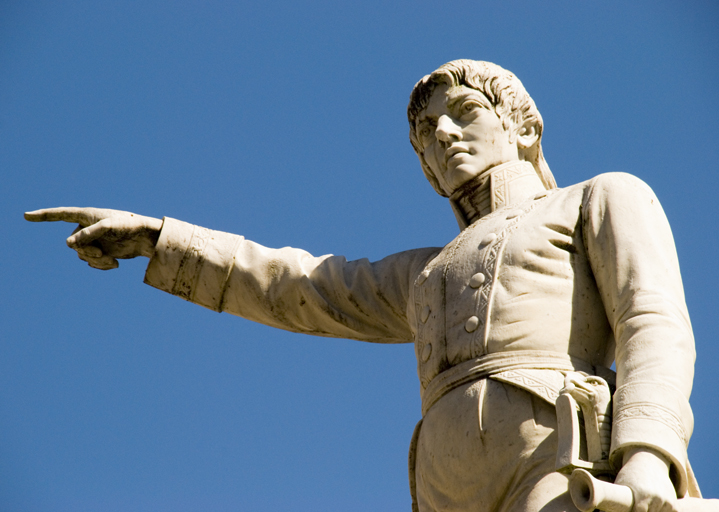
Estatua de Cosme Damián Churruca en Motrico

En 1789 fue agregado al Observatorio de la Marina en San Fernando. Si bien estaba aún convaleciente, se entrega a estudios que no contribuían de seguro a su restablecimiento. Al año es llamado a ser ayudante del mayor general de la escuadra al mando del marqués del Socorro; hace la campaña y vuelve a su puesto. La continua tensión de sus incansables trabajos intelectuales acababa con una salud nunca bien restablecida; hubo que pensar seriamente en un descanso indispensable.
En el año de 1791, convencido por sus amigos, pasó a respirar el aire balsámico de las montañas de Guipúzcoa y consiguió el completo restablecimiento de su quebrantada salud. Tras un breve espacio de tiempo en su Motrico natal, es llamado por José de Mazarredo para dirigir junto con Joaquín Francisco Fidalgo, como capitanes de fragata, una expedición geográfica a América del Sur (1792-95), formada por dos secciones, una de las cuales debía recorrer las islas y costas del golfo mexicano y la otra el resto de las del continente, con el fin de formar el atlas marítimo de la América septentrional.
Se embarcó en Cádiz el 17 de junio de 1792 y se dio a la vela en ese día con su grupo, compuesto de los bergantines Descubridor y Vigilante. Dos años y cuatro meses duró la expedición, contrariada por todos los incidentes ordinarios, a los cuales vino a sumarse la guerra marítima con la República Francesa. Levantó cartas de las Antillas y de las islas de Sotavento, y defendió las posesiones españolas en el Caribe en la batalla de Martinica, así como las rutas del comercio de la Real Compañía Guipuzcoana de Caracas, de la que era socio partícipe. Tan dura campaña no se realizó sin grave menoscabo de su salud, poco robusta. Se embarcó en La Habana y regresó a España en el navío Conquistador, el mando del cual se le dio al llegar a Cádiz junto con su ascenso a capitán de navío (1798). El navío se hallaba en el más lastimoso estado, tanto con respecto al armamento como a su tripulación, pero en poco tiempo lo convirtió en modelo en todos los sentidos. 
Su mala salud no le permitió concluir la historia de su expedición y esa misma causa hizo postergar la publicación de las treinta y cuatro cartas esféricas y mapas geométricos, y ésta es la hora en que no se ha publicado todavía más que una pequeña parte de ellas. Hasta 1802 no publicó la carta esférica de las Antillas, y la particular geométrica de Puerto Rico salió poco después. 
De nuevo en Cádiz, se le confía el mando del Conquistador para defender las posiciones de los aliados franceses en el Canal de la Mancha. Pasó con el navío y la escuadra de que formaba parte, de Cádiz a Brest, donde fondeó el 9 de agosto de 1799. Allí escribió una instrucción militar, que imprimió y repartió a sus compañeros; sirvió admirablemente a su propósito de establecer en la Armada una más completa y severa disciplina. 
Siempre ocupado por mejorar cuanto se relacionara con la Marina, empleó su permanencia en Brest perfeccionando y simplificando las maniobras de atraque y carenado. Allí recibió del gobierno el encargo de ir a París con una misión científica. El primer cónsul Bonaparte, para quien todo mérito sobresaliente era un atractivo, conocía la fama del sabio español; quiso verle y le acogió con las mayores demostraciones de aprecio. 

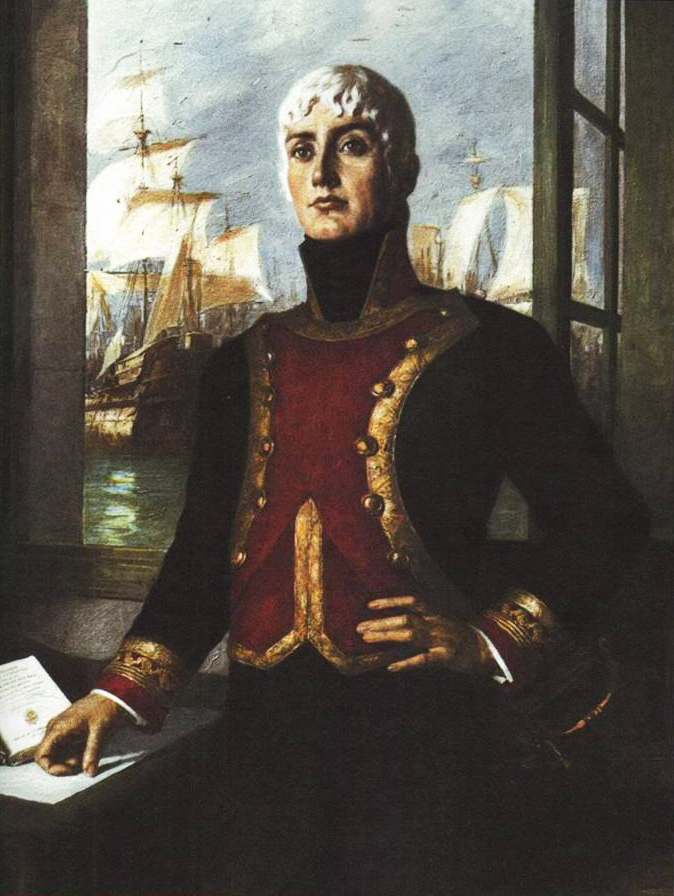
Retrato de Churruca, colección particular, Madrid.

Su estancia en la capital francesa debió dejar en la mente de Churruca recuerdos muy gratos. Para que nada le faltase, se publicó en Madrid por aquellos tiempos su carta esférica de las Antillas, adoptada por el Gobierno francés junto con las demás que publicó. Bonaparte ordenó presentar un ejemplar a Churruca por el conducto del prefecto marítimo, como un regalo y un homenaje rendido a su saber. Añadió el primer cónsul un sable de honor, la prenda de respeto más estimable del imperio napoleónico. 
Si a estas demostraciones honoríficas añadimos la distinción pública que le dispensó el general Gravina, comandante de la escuadra, saliendo a recibir al comandante del Conquistador, cuando regresó desde París a Brest, acto público que decía a toda la población el alto aprecio en que el general en jefe tenía a uno de sus subordinados, parecía que nada faltaba para la completa satisfacción de este. Sin embargo, hecha la paz, el Gobierno español hubo de ceder a Francia seis navíos de línea, entre ellos el Conquistador, cesión que Churruca desaprobaba sin rebozo. 
Separado de su navío, volvió a Cádiz como pasajero en el navío Concepción, llegando el 25 de mayo de 1802. Obtuvo una licencia para descansar de sus laboriosas tareas, y aprovechó ésta repartiendo su tiempo entre dar una vuelta por su pueblo y un viaje al mediodía francés. En Motrico debe hacerse cargo de la administración de la villa tras la muerte de su padre.
En noviembre de 1803 se le dio el mando del navío Príncipe de Asturias. Los cuidados del mando y de la organización de su navío no fueron obstáculo para que revisase, en compañía de Antonio de Escaño, el Diccionario de Marina. El gobierno le encargó también que hiciera experiencias de puntería; como resultado redactó un tratado de puntería para la Armada, que en España y en el extranjero ha servido durante mucho tiempo de guía. 
Apenas había acabado de reorganizar el Príncipe cuando pidió el mando del navío San Juan Nepomuceno, carenado de nuevo. El gobierno accedió a la demanda, añadiendo a la concesión la facultad de arreglar el repartimiento interior y su armamento sin sujeción a reglamento alguno. A bordo de este navío participaría en la batalla de Trafalgar, donde moriría y alcanzaría la fama.

## Batalla de Trafalgar

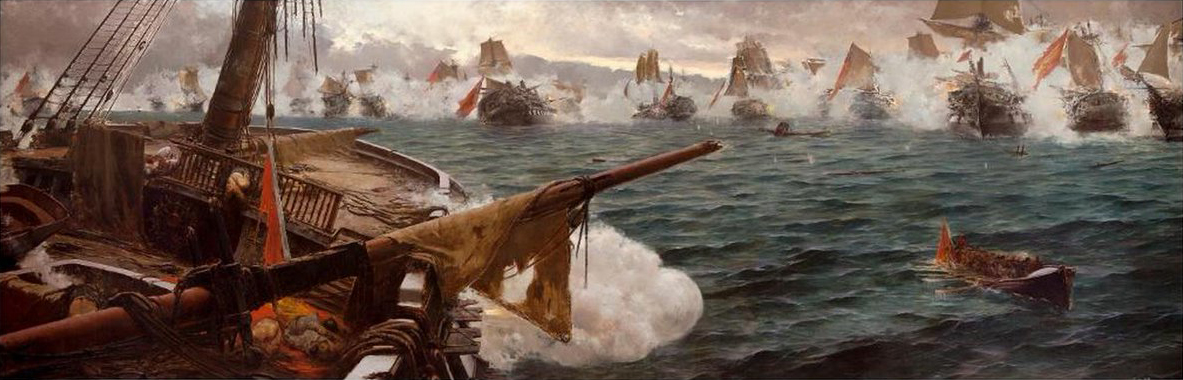
Combate de Trafalgar, óleo sobre lienzo de Justo Ruiz Luna (1889-90) galardonado con la Primera Medalla de la Exposición Nacional de Bellas Artes (España) de 1890

La escuadra en la que se encontraba el San Juan, se hizo a la vela el 13 de agosto de 1805, desde el puerto de Ferrol. El general Gravina le designó, como puesto de honor, ser el cabeza de la vanguardia de su escuadra de observación. Como siempre, realizó la misión con los mejores merecimientos y a su llegada a Cádiz, redobló sus esfuerzos en conseguir, a base de instrucción, el adiestrar magistralmente a toda su tripulación. 
En medio de estas múltiples faenas de su carrera, un día casó con María de los Dolores Ruiz de Apodaca, hija de don Vicente, brigadier que fue de la Armada y sobrina carnal del capitán general conde de Venadito. 
Reunidas las escuadras española y francesa en el puerto de Cádiz, se hicieron a la mar desde este con rumbo a la Martinica, donde se apoderaron del fuerte y del peñón del Diamante, y apresaron a un convoy británico de quince velas; en esos momentos fue informado Villeneuve de la presencia de Nelson en las Antillas. Villeneuve, al saber de su presencia, dio por hecho que había conseguido su objetivo, que no era otro que el atraer a la otra orilla del Atlántico a fuerzas navales británicas, por lo que ya habría menos en Europa, así que decidió regresar. 
Pero en el cabo de Finisterre se topó con la escuadra del almirante Calder, con la que se entabló combate, siendo derrotados los españoles por la desidia y mal gobierno del comandante en jefe de la escuadra combinada, Villeneuve. Al enterarse el Emperador de los franceses de lo acaecido en el combate dijo: Los españoles se han portado como leones, pero de su almirante sólo se le oyeron improperios. 
La escuadra combinada entró en Ferrol después del combate, dirigiéndose a continuación a La Coruña. Desde este puerto pusieron rumbo a Cádiz, desoyendo la orden tajante de Napoleón de ir a Brest. Pero como estaba la escuadra del Canal británica y ya sabía cómo se las gastaba, puso rumbo al Sur en vez de al Norte. Pese a la opinión contraria de Churruca, Gravina y Alcalá-Galiano, Villeneuve abandonó la Bahía de Cádiz para dar alcance a Nelson a la altura del cabo de Trafalgar el 21 de octubre de 1805. Tamaña imprudencia tuvo como motivo el deseo de Villeneuve de recuperar el favor de Napoleón, tras la derrota en Abukir frente al mismo almirante inglés, que también moriría en Trafalgar. Antes de hacerse a la mar el 20 de octubre, Churruca escribió a su hermano una carta diciéndole: 

Navío San Juan en Cádiz a 11 de octubre. Querido hermano: desde que salimos de Ferrol no pagan a nadie ni aun las asignaciones, a pesar de estar declaradas en la clase del prest del soldado, de manera que se les debe ya quatro meses y no tienen ni esperanza de ver un real en mucho tiempo; aquí nos deben también 4 meses de sueldo y no nos dan un ochavo, sin embargo de que nos hacer echar los bofes trabajando: con lo que no puedo menos de agradecer mucho el que hayas libertado a Dolores de los apuros en que se andaría para pagarte los 1.356 reales que te los libraré yo luego que pueda; entretanto, he encontrado en Ferrol a un amigo rico que socorrerá a Dolores con quanto necesite, y quedo tranquilo con haver asegurado ya su subsistencia decentemente. Estos son los trabajos de los que servimos al Rey, que en ningún grado podemos contar sobre nuestros sueldos (...)  Si llegas a saber que mi navío ha sido hecho prisionero, di que he muerto.

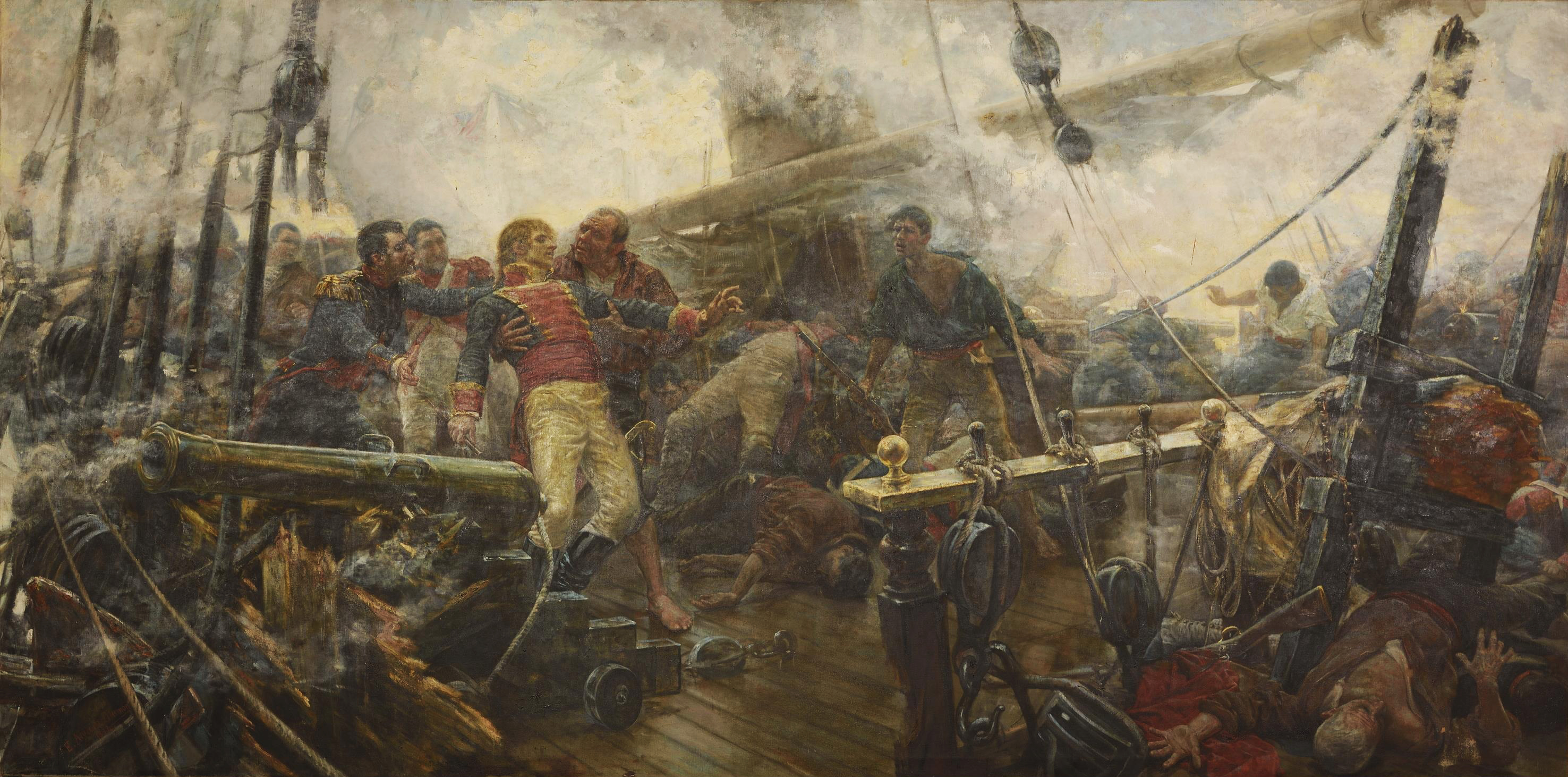
Muerte de Churruca en Trafalgar, óleo de Eugenio Álvarez Dumont, Museo del Prado (depositado en el Instituto Cabrera Pinto de La Laguna, Tenerife).

Amaneció el infausto 21 de octubre de 1805. Estando a la vista del enemigo, mandó clavar la bandera y sólo se arrió a su muerte. En el transcurso de este combate naval se puso en práctica por la escuadra inglesa el sistema de banderas, así como una maniobra llamada T cruzada que hoy se estudia como clásica en todas las academias navales. Al mando del San Juan Nepomuceno, sólo frente a seis buques ingleses, Churruca dio muestras de precisión en el tiro, arrojo y eficacia, pese a lo cual, tras ser alcanzado por una bala de cañón que le voló la pierna, falleció ante la admiración de sus enemigos ingleses.
Su navío fue remolcado a Gibraltar y durante muchos años se mantuvo conservado y expuesto a visitantes, manteniendo la cámara del comandante cerrada con una lápida en que se leía el nombre de Churruca en letras de oro. Si algún visitante pretendía entrar, se le advertía que se descubriera para poderlo hacer, como si aun estuviera presente don Cosme Damián Churruca y Elorza, brigadier de la Real Armada Española, muerto a flote del navío de su mando, dos baterías y 74 cañones San Juan Nepomuceno. 
Fue nombrado Almirante a título póstumo, y en su recuerdo su sobrino recibió el título de Conde de Churruca. Los hechos de los que fue protagonista, así como su propia figura, fueron novelados por Benito Pérez Galdós en Trafalgar, primer título de sus Episodios Nacionales.
En su villa natal de Motrico se alza una estatua a su memoria, así como en Ferrol, donde un sencillo monumento recuerda su paso por la Academia, y en San Fernando, donde hay una lápida colocada en la tercera capilla Oeste del Panteón de Marinos Ilustres, cuya leyenda es como sigue: 

A la memoria 
del Brigadier de la Armada 
Don Cosme Damián de Churruca 
Muerto gloriosamente sobre el navío de su mando 
«San Juan Nepomuceno» en el combate de Trafalgar 
El 21 de octubre de 1805.

En la ciudad de El Astillero, donde se construyó el San Juan Nepomuceno, hay una calle que recibe el nombre de Churruca; y la calle Churruca, en la parte vieja de la ciudad de La Habana, en Cuba. También existe otra calle llamada Churruca en el centro histórico de la ciudad de Cádiz, así como en la ciudad de Alicante. En los años 70 del siglo pasado en la zona sur de Madrid se inaugura un colegio público con el nombre Almirante Churruca, hoy transformado en el centro cultural Almirante Churruca, perteneciente al Ayuntamiento de Madrid.